# El MIRA
El MIRA es un diario digital de España, editado en español, perteneciente a MIRA Comunicación S.L. enfocado en el ámbito regional andaluz.

## Historia
Mira Comunicación comenzó en noviembre de 2015 como una plataforma digital que integraba siete medios de información local en las provincias de Cádiz y Sevilla: MIRA Jerez, MIRA Cádiz, MIRA Sevilla, MIRA El Puerto, MIRA San Fernando, MIRA Sanlúcar, MIRA Chiclana, diarios especializado en pádel y golf, divididos en diferentes dominios por localidad en la que informaban con actualidad municipal. A partir de marzo de 2018 aunó todos los dominios en uno solo, elMIRA.es, así como incluye un portal de información sobre el mundo cofrade, y una cabecera dedicada a la información turística de las provincias andaluzas. A finales de 2019 el digital se expande y da cobertura informativa a toda Andalucía con MIRA Almería, MIRA Cádiz, MIRA Jerez, MIRA Córdoba, MIRA Granada, MIRA Huelva, MIRA Jaén, MIRA Málaga y MIRA Sevilla. A mediados de 2020 inicia una nueva expansión e introduce cobertura informativa en la capital de España con MIRA Madrid.

## Distinciones
A lo largo de su carrera ha sido distinguido con diversos premios como los Premios CÁDIZTIC y Mejor Plataforma Tecnológica Cádiz_EsDigital 2017. Además, en 2018 recibió el diploma de finalista en los Premios AJE Cádiz a la Mejor Iniciativa Emprendedora, y en 2020 en la categoría de Trayectoria Empresarial. Muchos son los medios nacionales que hacen referencia a las informaciones publicadas como exclusivas o en primicia por el elmira.es, como OkDiario en diferentes ocasiones, Europapress, El Mundo, ABC, La Razón, 20 Minutos,ConfiLegal,Telecinco Digital,ElDiario.es,Hispanidad,Periodista Digital, República.com o Telecinco entre otros muchos.

## Estadísticas
El grupo editorial, perteneciente a la patronal de editores de prensa AEEPP, y dentro del listado de medios oficiales para la Junta de Andalucía, cuenta en números mensuales con un ratio de visitas de 6 millones de lectores diferentes y 14 millones de páginas visitadas (Datos OJD mensuales). Además, en redes sociales cuentan con más de 900 mil seguidores en Facebook, 130.000 en MundoCofrade, portales informativos asociados. Los datos son auditados por la Oficina de Justificación de la Difusión (OJD)